# جويل اندكفيست
جويل اندكفيست (بالسويدية: Joel Lundqvist)‏ هو لاعب هوكي الجليد سويدي، ولد في 2 مارس 1982 في Åre ‏ في السويد.

## وصلات خارجية
- جويل اندكفيست على موقع دوري الهوكي الوطني (الإنجليزية)
- جويل اندكفيست على موقع قاعة مشاهير الهوكي (لاعب أن.إتش.أل) (الإنجليزية)
- جويل اندكفيست على موقع EliteProspects.com (الإنجليزية)
- جويل اندكفيست على موقع Eurohockey.com (الإنجليزية)
- جويل اندكفيست على موقع HockeyDB.com (الإنجليزية)
- جويل اندكفيست على موقع Hockey-Reference.com (الإنجليزية)
- جويل اندكفيست على موقع أوليمبيديا (الإنجليزية)
- جويل اندكفيست على موقع اللجنة الأولمبية السويدية (السويدية)